# Young Arthur
Young Arthur was een pilotaflevering van een Amerikaanse serie uit 2002 over het jonge leven van koning Arthur. De regie was in handen van Mikael Salomon. De serie werd niet opgepakt.

## Rolverdeling
- Julian Morris als Arthur
- James Fleet als Merlijn
- Paul Wesley als Lancelot
- James Hoare als Kay
- Jo Stone-Fewings als Jack
- Stephen Billington als Vortigern
- Laura Rees als Morgana
- David Birkin als Mordred
- Desmond Barrit als Bullwhit
- Marc Small als Heflin
- Tony Maudsley als Aloysius
- Clive Swift als Illtud
- Nick Brimble als Pelinore
- Patrick Gordon als Grimthorpe
- Christian Burgess als Ector